# YUMING SURF & SNOW in Zushi Marina Vol.16
『YUMING SURF & SNOW in Zushi Marina Vol.16,2002』（ユーミン・サーフ・アンド・スノー・イン・ズシ・マリーナ・ボリュームシックスティーン）は、松任谷由実（ユーミン）の7作目のライブビデオ。2003年2月5日に東芝EMIよりリリースされた（DVD：TOBF-5189/5190、VHS：TOVF-1403）。

## 解説
- 2002年逗子マリーナで行われたライブ「YUMING SURF & SNOW in Zushi Marina Vol.16」の模様を、ライブがメインのDisc 1と、裏側と逗子マリーナライブの歴史を記録したDisc 2にセットにして収録。
- VHSも同時発売されているが、ライブのShort Versionとして収録曲がDVDより少ない。
- DVDとVHSではジャケットが異なる。
- 初回特典にはスペシャル・ブックレット封入。
- 「逗子マリーナコンサートパンフレット」応募抽選プレゼントキャンペーン実施。
- DVD付きシングル「雪月花」が同時発売。

## DVD収録曲

### DISC1
1. 心のまま
2. Sunny day Holiday
3. 入江の午後3時
4. 紅雀
5. ハルジョオン・ヒメジョオン
6. TYPHOON
7. ただわけもなく
8. ずっとそばに
9. 9月の蝉しぐれ
10. サンド キャッスル
11. 恋の一時間は孤独の千年
12. さまよいの果て波は寄せる
13. 月夜のロケット花火
14. さよならハリケーン
15. 満月のフォーチュン
16. September Blue Moon
17. 星空の誘惑
18. 埠頭を渡る風
19. Hello, my friend
20. 青春のリグレット
21. 晩夏（ひとりの季節） （Secret Track）

作詞・作曲：松任谷由実（#1～#20）・荒井由実（#21）　編曲：武部聡志

### DISC2
1. THE HISTORY OF YUMING SURF & SNOW in HAYAMA & ZUSHI MARINA（81分）
2. THE MAKING OF YUMING SURF & SNOW in Zushi Marina vol.16,2002（58分）

## VHS収録曲
1. 心のまま
2. Sunny day Holiday
3. 紅雀
4. ハルジョオン・ヒメジョオン
5. TYPHOON
6. ただわけもなく
7. 恋の一時間は孤独の千年
8. さまよいの果て波は寄せる
9. 満月のフォーチュン
10. September Blue Moon
11. 星空の誘惑
12. 埠頭を渡る風

作詞・作曲：松任谷由実　編曲：武部聡志

## 参加ミュージシャン
- ドラム：村石雅行
- ベース：田中章弘
- ギター：市川祥治、中川雅也
- キーボード：武部聡志
- コーラス：松岡奈緒美、今井正喜、白井ゆき
- パーカッション：小野かほり
- ダンサー：飯尾智子、石田佳代、井本早紀、佐藤加代、佐藤頼子、波戸元さおり、松崎ユリコ、宮西藍
- スイマー：タチアナ・プガエワ、アナスターシャ・シゾーワ、エレーナ・ベルホルフォア、オルガ・ジトゥヌーヒナ、ユーリャ・シャホーワ、エレーナ・ウシーク、イリーナ・ウステンコ、イリーナ・プクレーワ、エフゲーニャ・コーチュトワ